# Isole Semichi

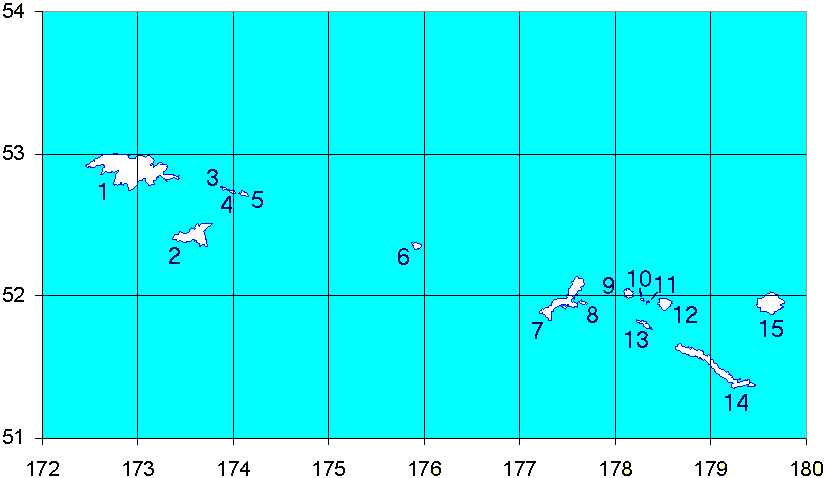
3 - Alaid; 4 - Nizki; 5 - Shemya.

Le Isole Semichi (Samiyan nel linguaggio aleutino)  sono un gruppo di cinque piccole isole facenti parte delle isole Near, a loro volta appartenenti all'arcipelago delle Aleutine, in Alaska. Si trovano a sudest dell'Isola di Attu e a nordest dell'Isola di Agattu.
Su questi isolotti nidificano alcune specie di volatili tra cui l'edredone comune, il Phalacrocorax urile (della famiglia dei cormorani), il gabbiano glauco del Pacifico, la Branta hutchinsii, l'oca imperatrice e la beccaccia di mare nera.

## Le cinque isole Semichi
I nomi delle cinque Isole Semichi sono:
- Alaid (Igingiinax̂  in Aleutino).
- Hammerhead, misura 234 metri di lunghezza.
- Lotus, misura 320 metri di lunghezza.
- Nizki (Avayax̂  in Aleutino), misura 5 km di lunghezza.
- Shemya (Samiyâ in Aleutino), ha un'area di poco superiore ai 15 km².